# Чапаев, Аркадий Васильевич
Арка́дий Васи́льевич Чапа́ев (12 августа 1914, Мелекесс — 7 июля 1939, Борисоглебск, Воронежская область) — советский военный лётчик, командир звена 90-й тяжелобомбардировочной эскадрильи ВВС РККА, капитан (1939, посмертно), член Центрального исполнительного комитета АССР Немцев Поволжья. Младший сын легендарного героя Гражданской войны — Василия Ивановича Чапаева.

## Биография
Родился Аркадий 12 августа 1914 года (по др. данным — 1912 г.) в городе Мелекессе (ныне город Димитровград) в семье Василия Ивановича Чапаева и его жены, поповской дочери Пелагеи Никаноровны Метлиной. Кроме Аркадия в семье были и другие дети, брат Александр и сестра Клавдия.
Отец, В. И. Чапаев, часто находился в разъездах, после на службе, поэтому Пелагея растила детей одна.
Весной 1914 года отец ушёл на фронт, а 5 сентября 1919 года погиб. Вслед за отцом умерла и мать.
Аркадия, его брата и сестру взяла на воспитание вдова близкого боевого товарища отца — Пелагея Камишкерцева. Живя в семье Камишкерцевой, Аркадий благополучно окончил школу.

### Служба в авиации и политика
Ещё мальчишкой Аркадий полюбил авиацию. Учась в школе, он посещал авиационный кружок и, будучи семиклассником, совершил первый свой полёт на планере в качестве пассажира.
После школы Аркадий поступил в Ленинградскую военно-теоретическую школу лётчиков ВВС РККА, затем в военную школу лётчиков в городе Энгельсе.
Во время учёбы Аркадий стал активно заниматься общественной работой, сочетая её с отличной учёбой. Его избрали депутатом горсовета Энгельса (в то время столицы автономной республики Немцев Поволжья). По архивной справке, бюро Энгельского горкома ВКП(б) рекомендовало Аркадия Чапаева кандидатом в члены Правительства Немреспублики. Кроме того, Аркадий являлся членом Центрального исполнительного комитета АССР Немцев Поволжья.
В начале 1935 года в Москве проходил VII Всесоюзный съезд Советов. Делегатом съезда Немреспублика направила Аркадия Чапаева.
В перерыве Аркадий был вызван на беседу к И. В. Сталину. На беседе Сталин расспрашивал, как поживает семья прославленного полководца, обещал оказать содействие.
Аркадий много ездил по стране и на встречах с рабочими, колхозниками, молодёжью рассказывал о своём героическом отце, о боевом пути Чапаевской дивизии. На эту же тему выступал в печати.
Окончив школу лётчиков, до конца марта 1937 года А. Чапаев служил младшим лётчиком в 89-й тяжелобомбардировочной эскадрилье, через полгода командиром бомбардировщика в 90-й эскадрилье, а ещё через год — командиром звена тяжёлых бомбардировщиков.
Осенью 1938 года Аркадий Чапаев поступил слушателем в Военно-воздушную академию РККА имени Н. Е. Жуковского, где вплотную занимался лётной практикой и испытаниями новой техники.
Здесь Аркадий познакомился со многими выдающимися пилотами того времени. Очень тёплые отношения он поддерживал с В. П. Чкаловым и А. В. Беляковым.
Вместе с Чкаловым Аркадий участвовал в разработке новых схем испытательных полетов. Его очень интересовали новые, перспективные авиационные разработки, в частности, привлекала идея автожиров.
Когда 15 декабря 1938 года Чкалов погиб, сообщить эту горькую весть его семье поручили Аркадию Чапаеву.
Естественно, гибель друга оставила в душе самого Аркадия неизгладимые впечатления, Аркадий жил с Чкаловым в одном подъезде и общался с ним ежедневно.

### Гибель пилота
В конце июня 1939 года А. Чапаева направили в Борисоглебск, на базу Борисоглебской лётной школы, для прохождения практики.
7 июля молодым пилотам для перевода на второй курс предстояло сдать экзаменационной комиссии технику лётного мастерства.
На предусмотренное программой обучения задание Аркадий вылетел на истребителе «И-16». Его зачётный полёт проходил поначалу безукоризненно. Лётчик одну за другой выполнял фигуры высшего пилотажа. Но вдруг неожиданно самолёт сорвался в штопор и врезался в озеро Большой Ильмень.
Озеро неглубокое, но скорость, с которой падал самолёт, была такова, что всей своей массой и вместе с лётчиком он ушёл глубоко в илистое дно. Самолёт вытащили тросами и верёвками.
Специальная комиссия долго изучала обстоятельства авиакатастрофы, но к единому мнению члены комиссии так и не пришли. До сих пор существует несколько версий случившегося:
- Официальная версия — при отказе двигателя пилот пытался отвернуть падающий самолёт от населённого пункта и направил его в озеро;
- Версия попытки спасти самолёт — при отказе двигателя пилот до последнего пытался выровнять сорвавшийся в штопор истребитель, но не успел. Этой версии придерживалось большинство свидетелей произошедшего, в частности, однокурсник Аркадия Леонид Иванович Горегляд, впоследствии Герой Советского Союза;
- Версия потери сознания пилотом — версия, высказанная командиром отряда слушателей академии Подмогильным;
- Версия саботажа — одна из наиболее предпочтительных и распространённых версий того времени. «Враги народа» открутили важную гайку у самолёта или насыпали соли в бензобак[4];
- Версия самоубийства пилота — версия, высказанная писательницей Евгенией Артуровной Чапаевой, родственницей Чапаевых, в её книге «Мой неизвестный Чапаев». В книге говорится, что личная жизнь у Аркадия Чапаева не складывалась. Женился он очень неудачно, на невероятно ревнивой и склочной женщине Зое (факт, пересказанный дочерью В. И. Чапаева Клавдией, сестрой Аркадия). Чапаева Е. А. утверждает, что в свой последний полёт Аркадий уходил после очередной ссоры с женой, во взвинченном состоянии, что не исключает вероятности самоубийства пилота.

Через три дня после гибели А. Чапаева нарком обороны СССР Климент Ворошилов подписал приказ № 02900, где говорится: «Слушателю первого курса командного факультета Военно-Воздушной академии РККА старшему лейтенанту Чапаеву Аркадию Васильевичу присвоить воинское звание капитан».
Похоронили А. В. Чапаева с воинскими почестями на городском кладбище Борисоглебска. На могиле установлен памятник работы архитектора В. Тучина. На постаменте, кроме прочего, надпись:

«Вылетел 6.07.1939 г. на истребителе И-16, отказал двигатель, лётчик пытался отвернуть падающий самолёт от населённого пункта. Сам погиб, а людей спас».